# Contrôle d'absence de danger Facebook
Le contrôle d'absence de danger Facebook (ou Facebook safety check en anglais) est une fonctionnalité proposée par le réseau social Facebook depuis 2014. Cette fonctionnalité est activée par l'entreprise lorsqu'une catastrophe naturelle ou d'origine humaine survient, afin de permettre aux utilisateurs se trouvant dans la zone géographique concernée de signaler à leurs amis s'ils sont en sécurité.

## Développement
Le service est développé par les ingénieurs de Facebook au Japon, inspirés par l’utilisation massive des réseaux sociaux par les internautes afin de se connecter à leurs amis et famille, lors du séisme de 2011 de la côte Pacifique du Tōhoku.
Appelé à l’origine « Disaster Message Board », il est renommé en « Safety Check » (et traduit par « contrôle d’absence de danger » en français) pour sa sortie officielle.
Le service est annoncé par Facebook le 15 octobre 2014,.
Activé dès la fin de l'année 2014 et utilisé à l'occasion du typhon Ruby ou du cyclone Pam notamment, son premier déploiement majeur est effectué le samedi 25 avril 2015, peu après le séisme d’avril 2015 au Népal. Le service est également déployé pour le séisme de mai 2015 au Népal et pour l’ouragan Patricia en octobre 2015. Il est déployé en novembre 2015 lors des attentats du 13 novembre 2015 en France, ce qui constitue sa première utilisation pour des événements non liés à une catastrophe naturelle. Il est à nouveau employé pour le séisme de février 2016 à Taïwan.
À partir du 1er juin 2018, le gouvernement français ferme son application Système d’alerte et d’information des populations, pour s'appuyer sur les réseaux sociaux et en particulier, le contrôle d'absence de danger Facebook. Ce type de partenariat n'est pas nouveau, puisque Facebook est signataire de la convention Alerte-Enlèvement depuis 2011.

## Déploiements majeurs

### Séismes de 2015 au Népal
Le premier déploiement de grande envergure du contrôle d'absence de danger par Facebook a eu lieu à l'occasion du séisme ayant affecté le Népal, le 25 avril 2015, puis de nouveau au mois de mai 2015, à l'occasion des multiples répliques ayant touché le pays.

### Attentats du 13 novembre 2015 en France
Facebook a déployé pour la première fois en France cette fonctionnalité, dans le contexte des attentats ayant touché Paris et la Seine-Saint-Denis, dans la nuit du 13 au 14 novembre 2015 vers 1 h du matin. Elle a été utilisée par 5 millions de personnes à cette occasion.

### Attentat du 17 novembre 2015 à Yola
Le 17 novembre 2015, soit quatre jours après les attentats ayant touché la région parisienne, Facebook a activé le contrôle d'absence de danger au Nigeria à la suite d'un attentat à la bombe sur le marché de Yola, une ville située dans le nord-est du pays. Le fondateur de Facebook, Mark Zuckerberg, a annoncé sur sa page personnelle cette activation de Safety Check, la première sur le continent africain, après que des critiques ont été émises sur la non-activation du système lors des attentats ayant touché Beyrouth le 12 novembre 2015.

### Attentats du 22 mars 2016 à Bruxelles
Le dispositif Safety Check est activé à 11 h à la suite des attentats du 22 mars 2016 à Bruxelles (trois attentats-suicide à la bombe : deux à l'aéroport de Bruxelles juste avant 8 h et la troisième au niveau de la station de métro de Maelbeek, rue de la Loi à 9 h 15). Ces attentats sont revendiqués par l'organisation terroriste État islamique,,.

### Attentat du 14 juillet 2016 à Nice
La nuit du 14 juillet 2016, à la suite de l'attentat au camion-bélier qui a fait 86 morts et plus de 200 blessés sur la Promenade des Anglais de Nice, le dispositif Safety Check de Facebook a été activé.

### Accident ferroviaire d'Éséka du 21 octobre 2016
Dès le 21 octobre 2016, le jour même de l’accident, les internautes camerounais pouvaient signaler à leurs proches qu’ils sont en sécurité. Cet accident, survenu dans la localité d’Éséka avec un bilan de 79 morts et plus de 551 blessés, est une des pires catastrophes ferroviaires que le Cameroun ait connu.

### Attentats du 22 mars 2017 à Westminster
Dès le 22 mars 2017, à la suite de l'attentat de Westminster, Facebook active le dispositif Safety Check.

### Attentat du 7 avril 2017 à Stockholm
Facebook a activé le dispositif Safety Check lors de l'attaque au camion-bélier de Stockholm le 7 avril 2017.

### Attentat du 22 mai 2017 à Manchester
Facebook a activé le dispositif Safety Check le 23 mai 2017, au lendemain de l'attentat-suicide à la Manchester Arena à Manchester.

### Attentat du 3 juin 2017 à Londres
Facebook a activé le dispositif Safety Check le 4 juin 2017, au lendemain de l'attentat de Londres.

### Attentat du 17 août 2017 à Barcelone
Facebook a activé le dispositif Safety Check le 17 août 2017, le jour même de l'attentat de Barcelone.

### OuraganIrma
Facebook a activé le dispositif Safety Check le 9 septembre 2017.

## Réactions

### Après les attentats du 13 novembre 2015 en France
Le contrôle d’absence de danger activé par Facebook en région parisienne, dans la nuit du 13 au 14 novembre 2015, a suscité des réactions positives en France et à l’étranger.
Des commentaires ont toutefois interrogé et critiqué Facebook sur l'absence de mise en œuvre de cette fonctionnalité lors des attentats ayant affecté Beyrouth le 12 novembre 2015. L’entreprise s’est expliquée sur cette activation sélective, mettant en avant les améliorations successives de son produit à chacune de ses utilisations, et le souci d’éviter les utilisations abusives ou l’engorgement du système de notifications. La décision de l’activer expressément lors des attentats de Paris s’est appuyée sur l’observation d’une activité importante sur le réseau social, où de nombreux utilisateurs présents dans la zone affectée échangeaient des données, et sur l’avis d’employés présents dans la capitale française ayant confirmé que le contrôle d’absence de danger pouvait répondre à un besoin non comblé alors que les événements étaient toujours en cours.

### Après l’attentat du Radisson Blu de Bamako
Le 20 novembre 2015, une prise d’otages dans un grand hôtel de Bamako a fait 19 victimes, après que 170 personnes ont été concernées et que la capitale malienne a été placée en état d'urgence. Une semaine après les attentats de Paris, des voix se sont élevées, dénonçant l'absence de mise en œuvre de Safety Check pour cette crise qui a mobilisé les réseaux sociaux.